# Adeninfosforibosyltransferas

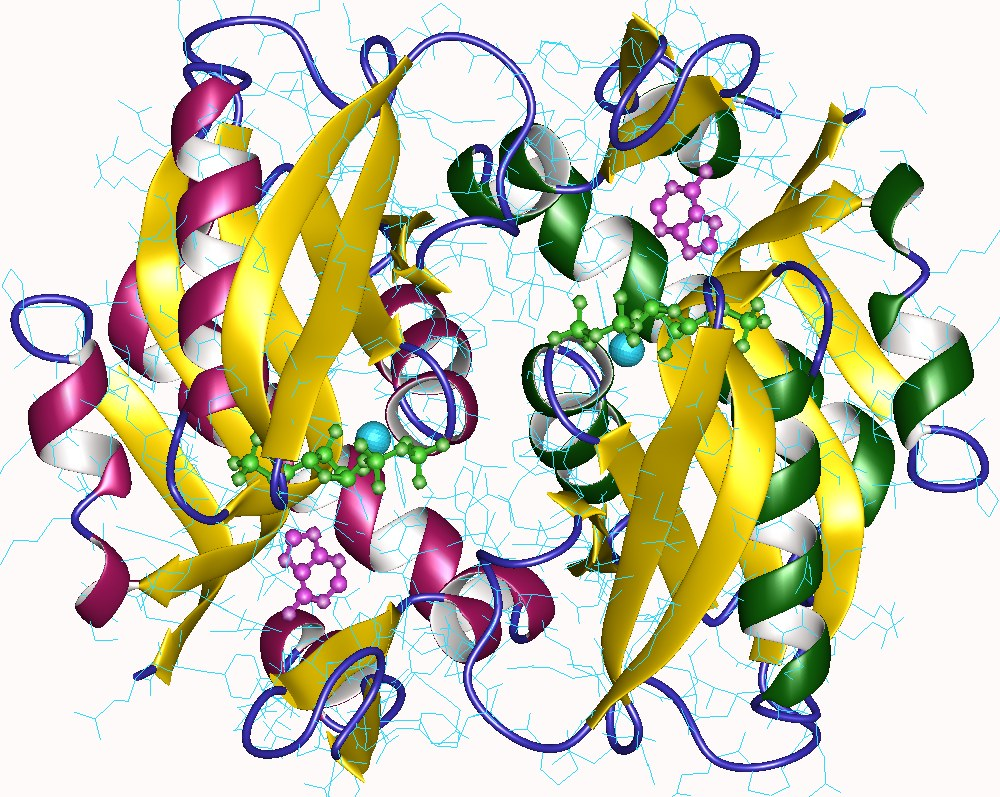
Adeninfosforibosyltransferas dimer, Human.

Adeninfosforibosyltransferas är ett enzym som katalyserar reaktionen mellan adenin och fosforibosylpyrofosfat, PRPP, vilket genererar adenosinmonofosfat, AMP. Detta kan sedan fosforyleras till adenosintrifosfat (ATP).
Brist på detta enzym kan orsaka njursten och njurskador, eftersom patienter med denna enzymbrist inte kan metabolisera puriner på ett korrekt sätt. Istället ackumuleras metaboliten 2,8-dihydroxiadenin som utsöndras via urinen, men som på grund av dess dåliga vattenlöslighet kan aggregera och orsaka njurstenar.